# Mispila dotata
Mispila dotata là một loài bọ cánh cứng trong họ Cerambycidae.